# Valea Sasului, Alba
Valea Sasului (în dialectul săsesc Detschbeck, Detschnduel arhaic Teutschbek, în germană Deutschbach, Deutschtal, în maghiară Szászvölgy, Szászvölgye) este un sat în comuna Șona din județul Alba, Transilvania, România.

## Demografie
La recensământul din 1930 au fost înregistrați în Valea Sasului 387 de locuitori, toți greco-catolici. În prezent satul este depopulat.

## Lăcașuri de cult
- Biserica „Adormirea Maicii Domnului”, monument din anul 1790.

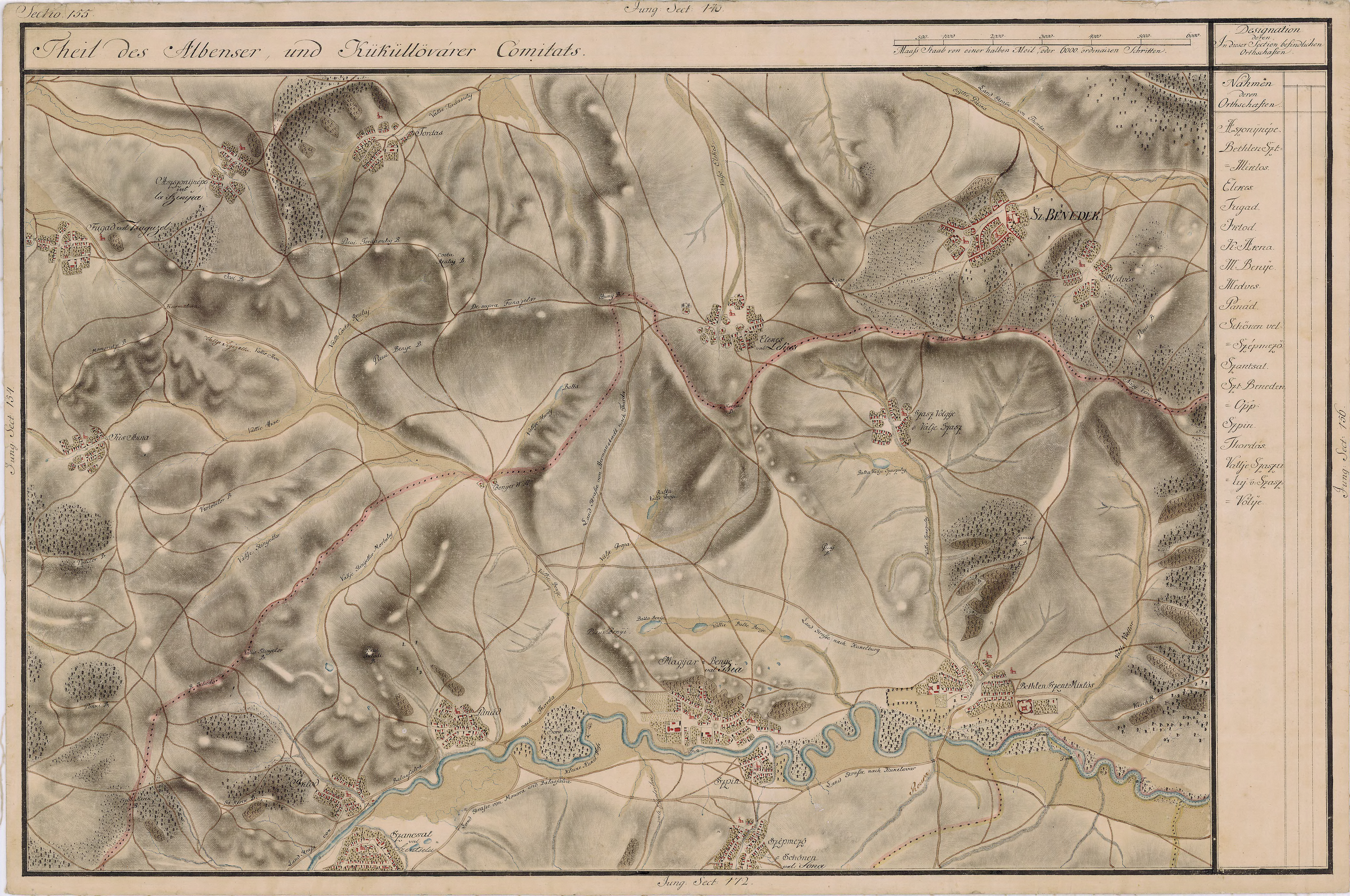
Valea Sasului pe Harta Iosefină a Transilvaniei, 1769-73

## Imagini

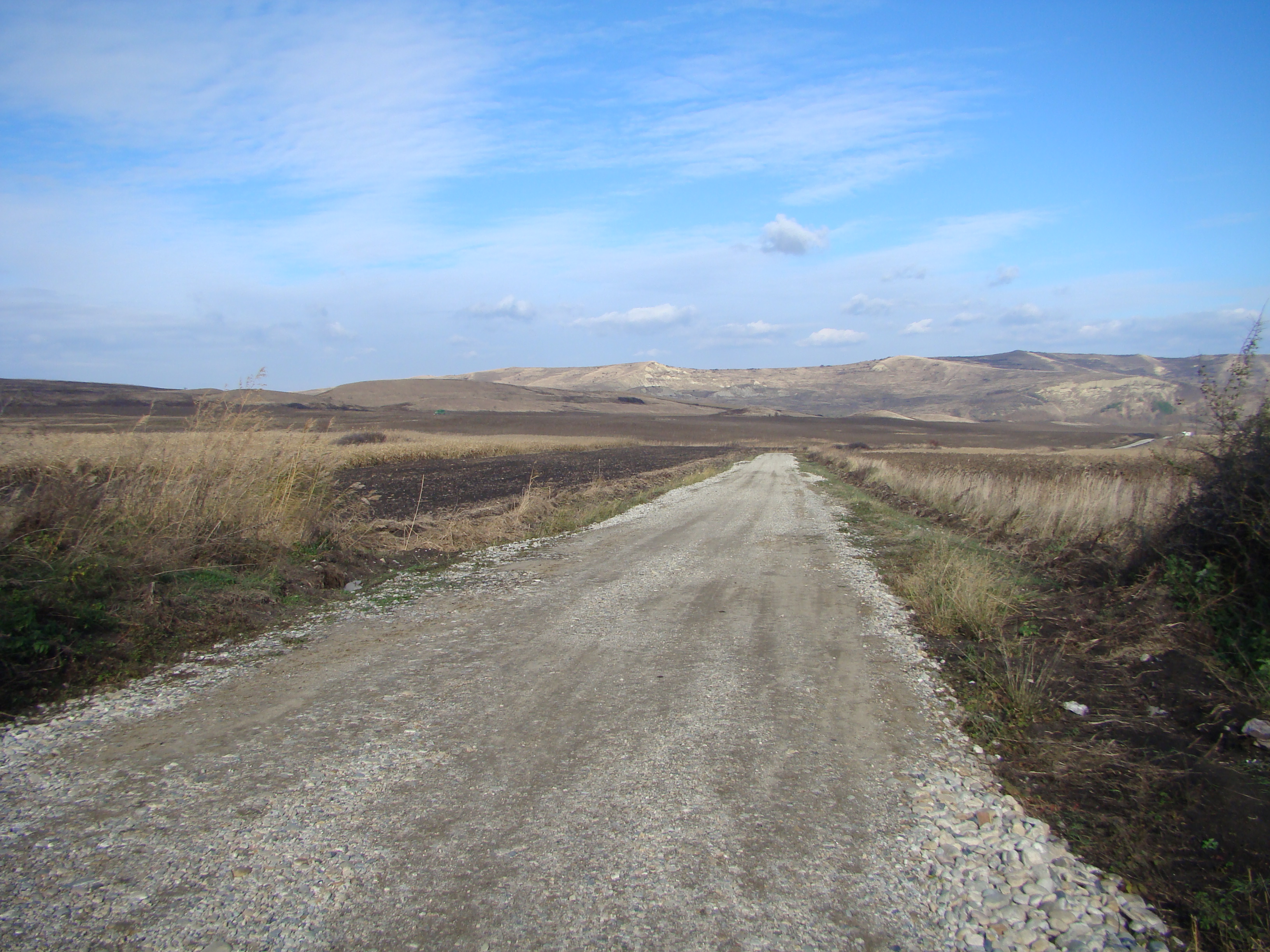
Drumul Alecuș-Valea Sasului
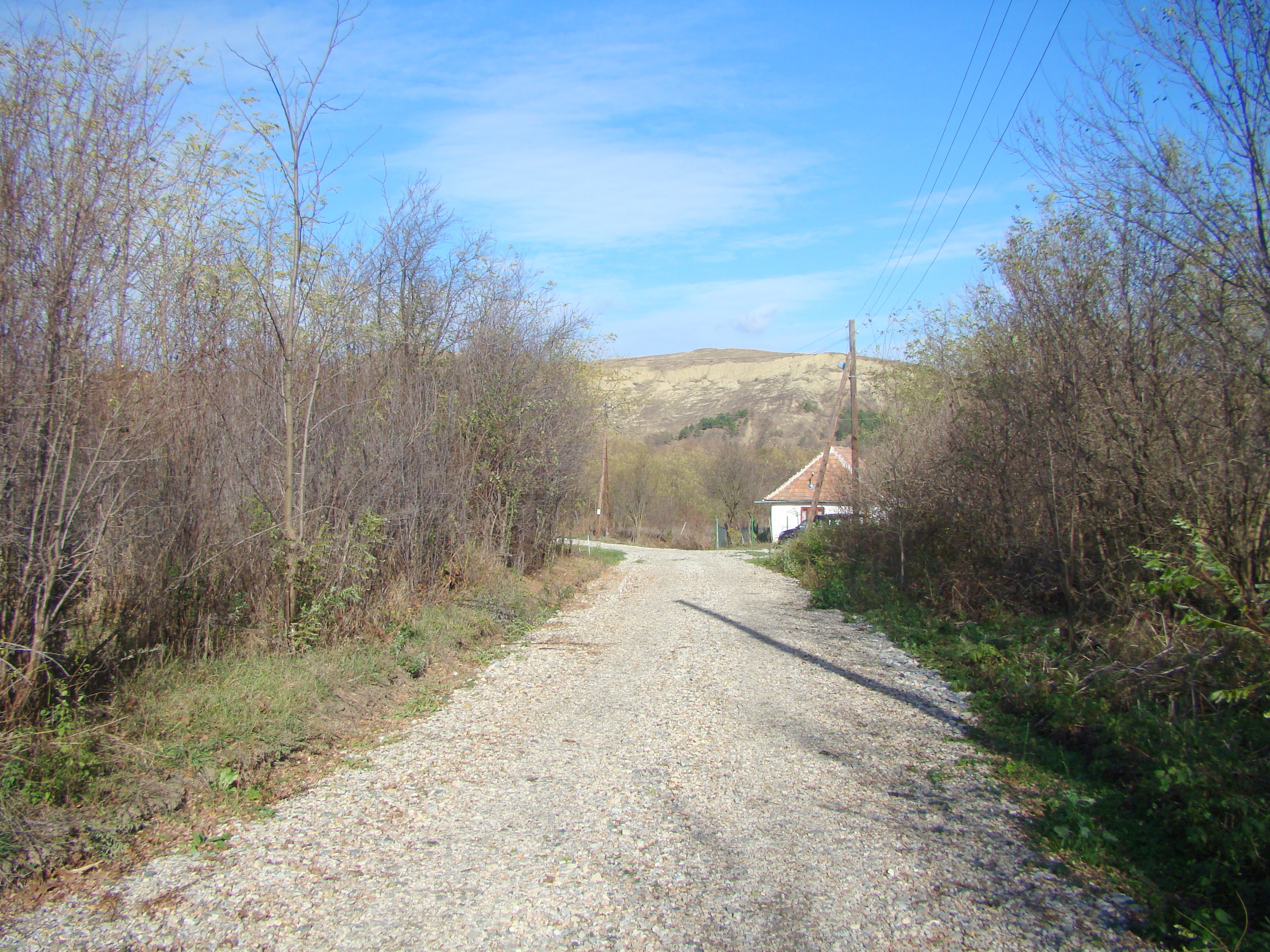
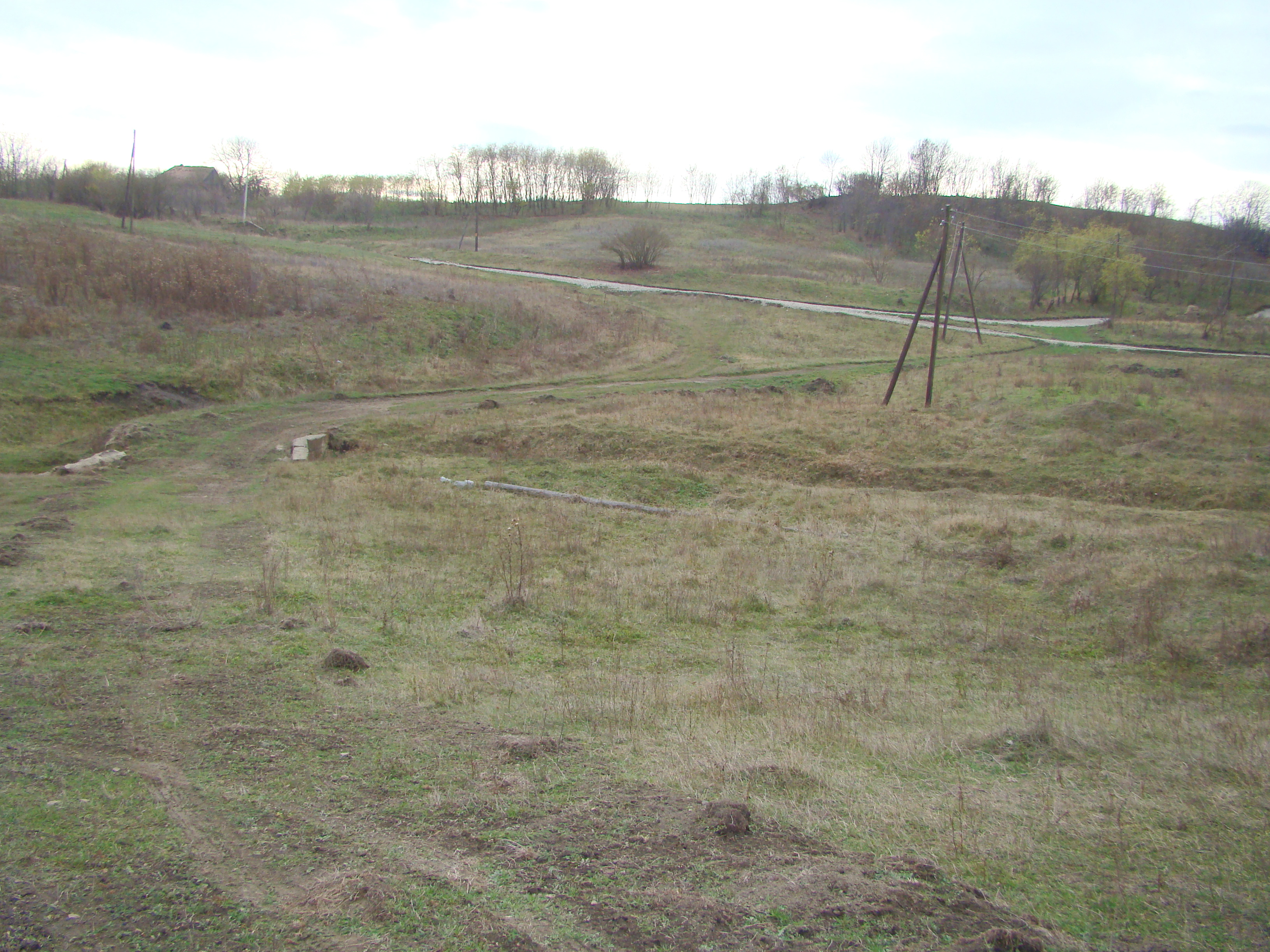
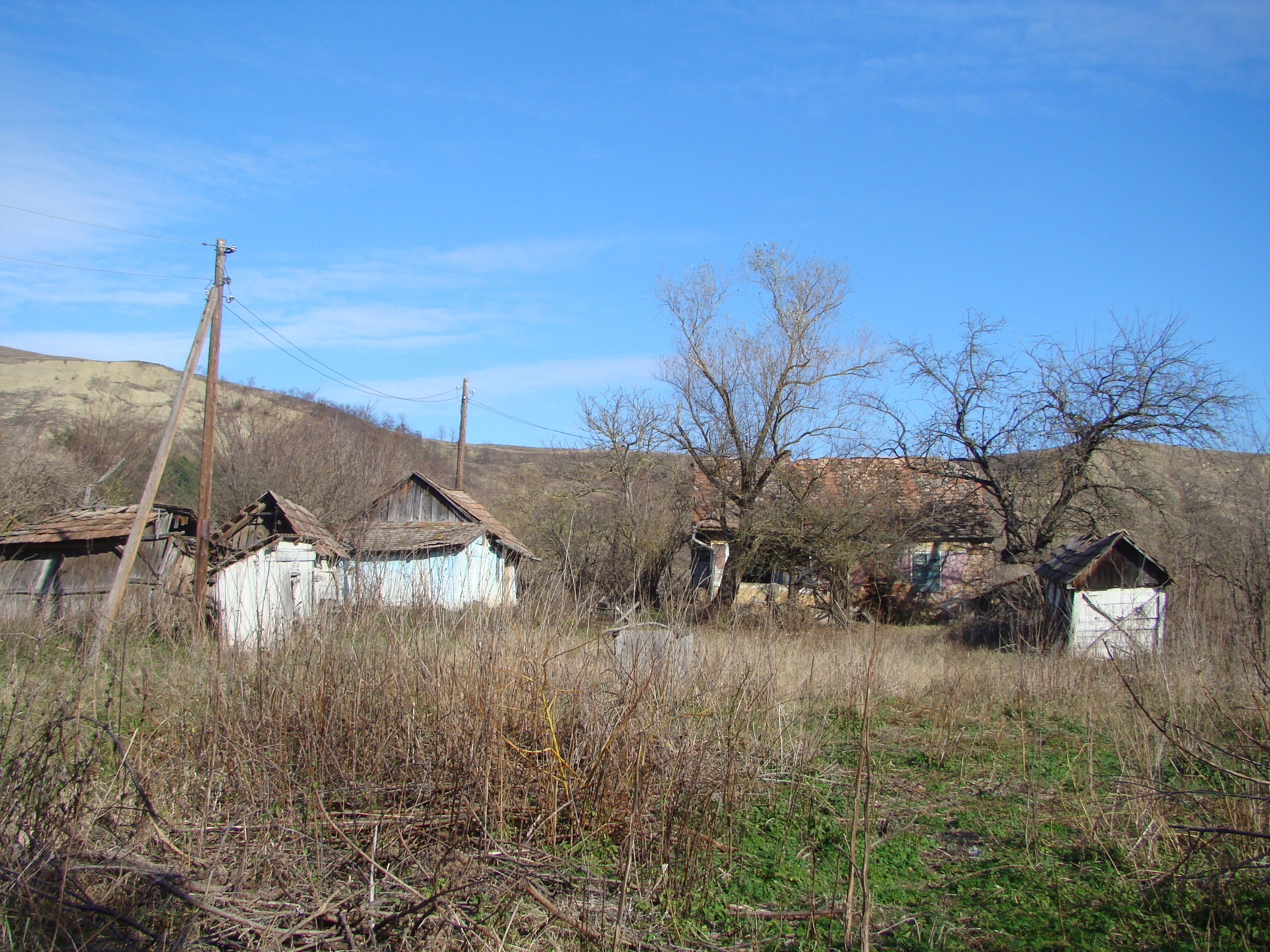
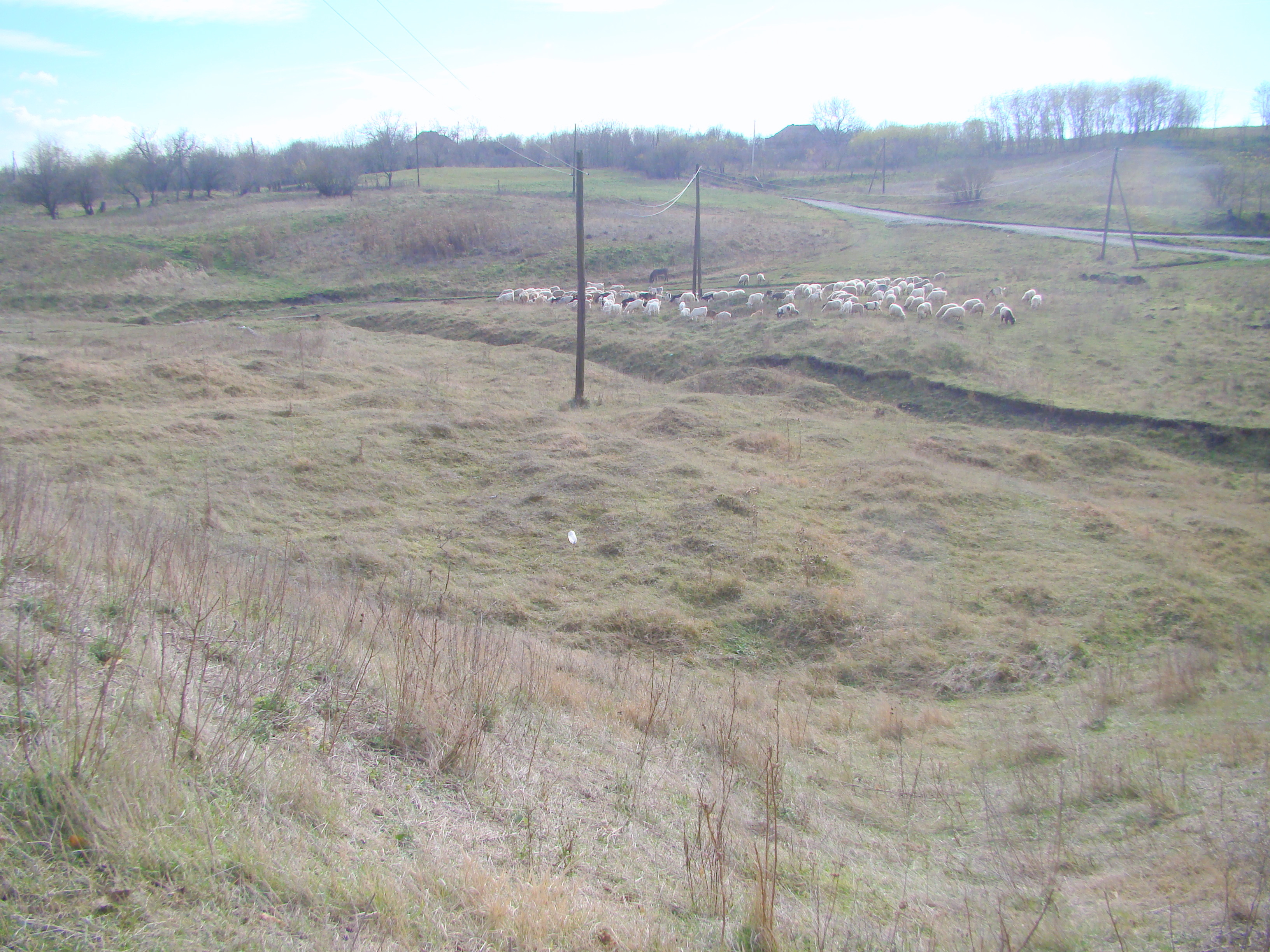
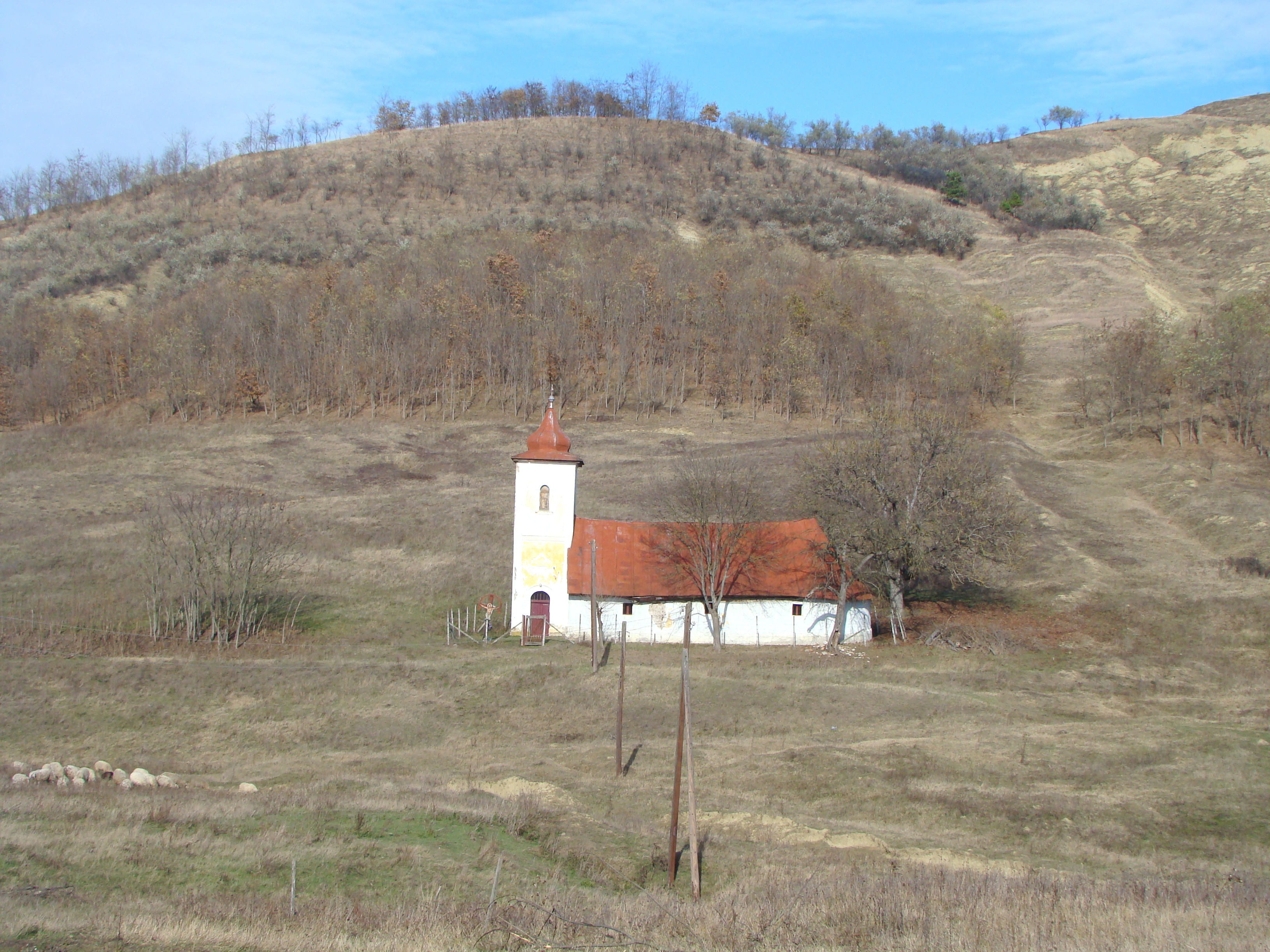
Biserica „Adormirea Maicii Domnului" (monument istoric)
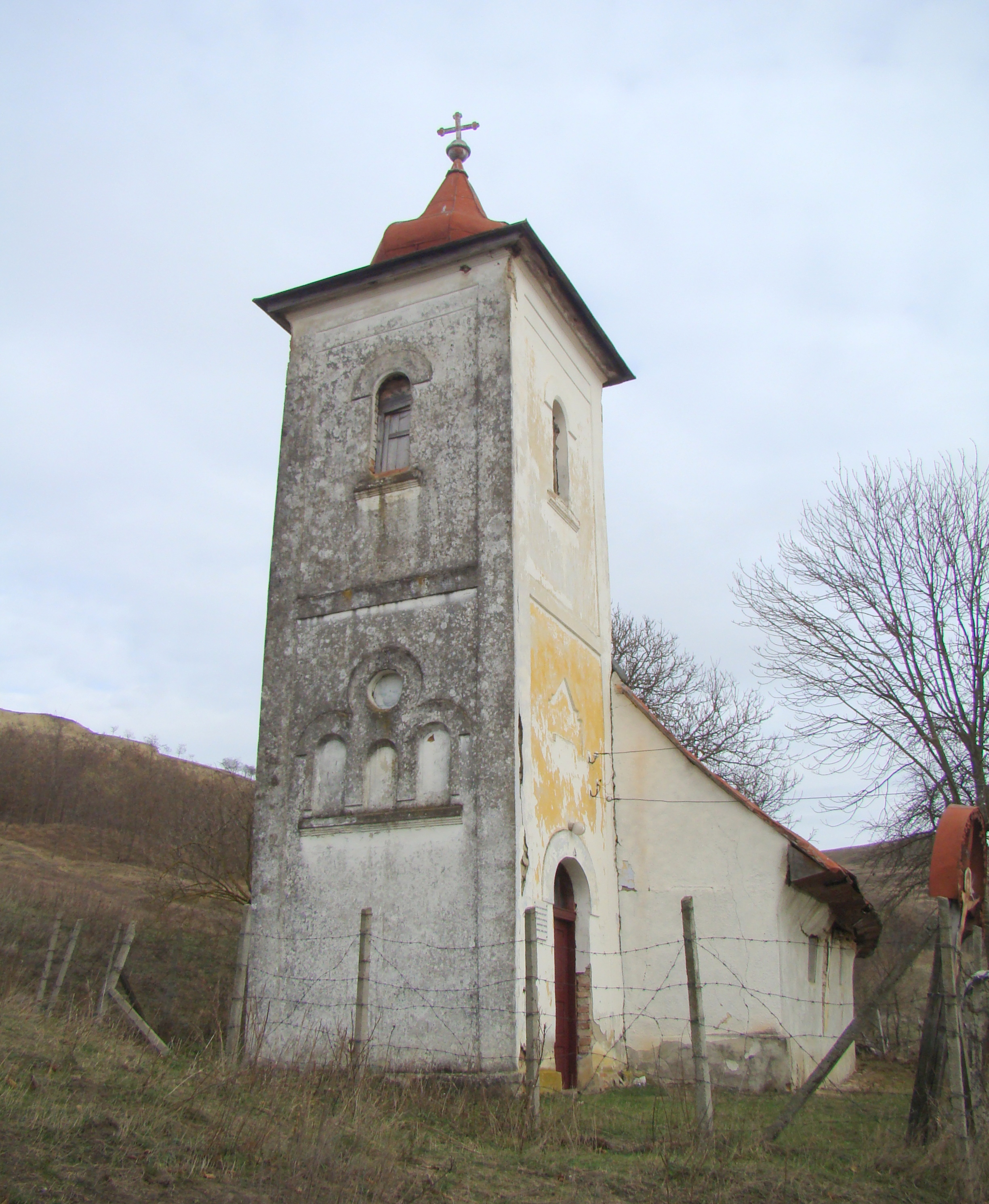
Biserica „Adormirea Maicii Domnului" (1790)
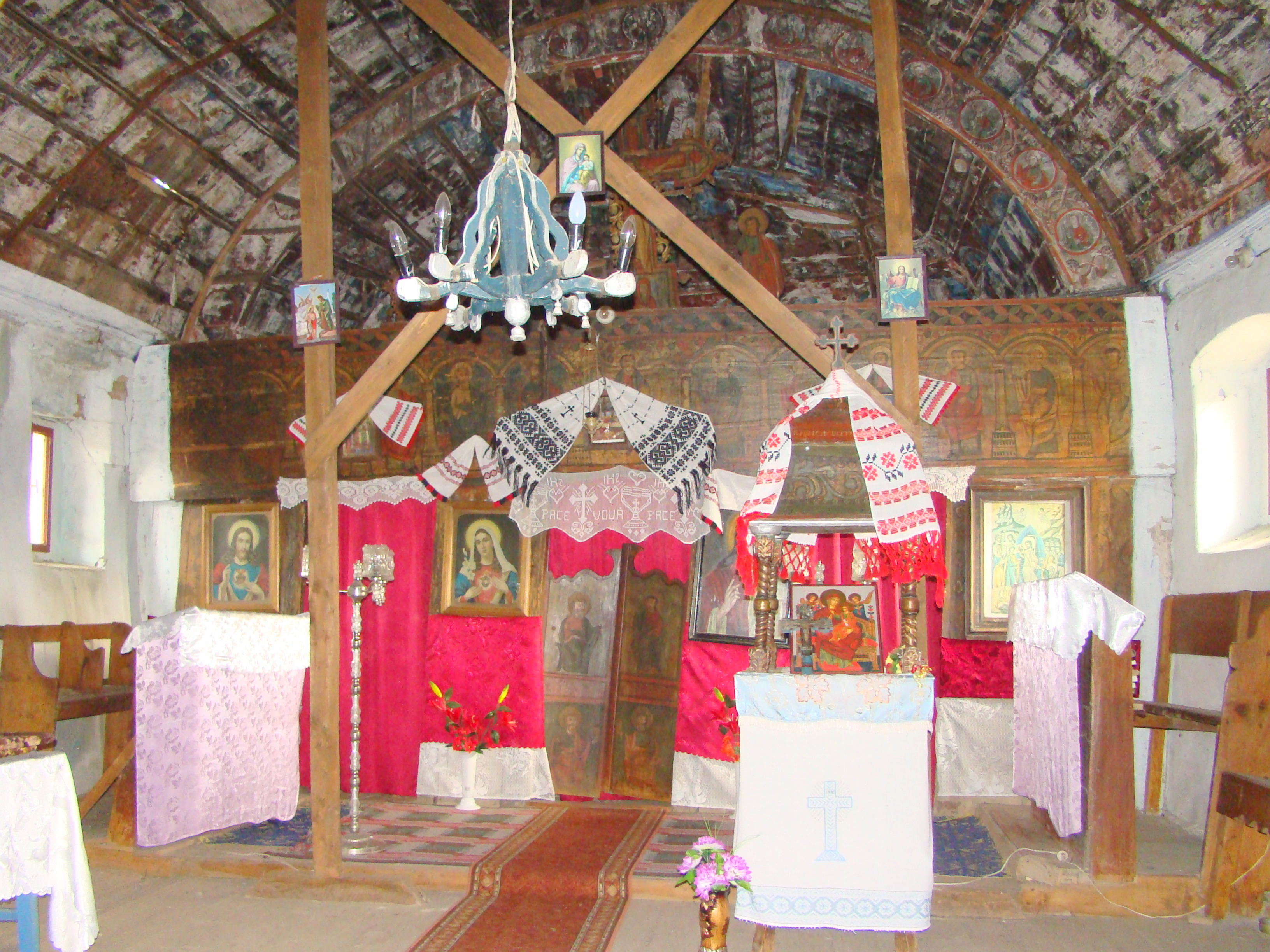
Biserica „Adormirea Maicii Domnului" (interiorul navei)

 Acest articol despre o localitate din județul Alba este deocamdată un ciot. Puteți ajuta Wikipedia prin completarea lui.